# Aline Lahoud
Aline Lahoud (en árabe: الين لحود) (nacida el 2 de marzo de 1986) es una cantante libanesa. Fue seleccionada para cantar por el Líbano en el Festival de Eurovisión 2005 en Kiev, haciendo su debut en el festival. Sin embargo, el Líbano se retiró antes del festival. 

## Biografía
Hija de la conocida cantante Salwa Katrib. Aline estudió  canto y arte dramático entre 1997 y 1999. En 2002,  se graduó de la universidad con una Licenciatura en Artes de Comunicación, especializándose en Guion y Dirección de Estudios. En los últimos años, ha complementado su incipiente carrera de cantante, actuando en obras de teatro, dirigiendo cortometrajes, y en 2003 pasó a trabajar como ayudante de dirección en una película de larga duración, Mes Cousines et Moi. 
En un momento en que la idea del Líbano finalmente su derecho a entrar en el Festival de Eurovisión se tomaba en serio, ella misma Aline izquierda en una posición ideal para ser uno de los beneficiarios por ganar el premio internacional en el festival de Megahit en Turquía, en colaboración con prolífico escritor de canciones-Jad Rahbani. Los libaneses selectores miró rápidamente a la misma combinación de evocar algunas de las mismas en el mágico escenario de Eurovisión en Kiev. 
Como reflejo del Líbano de larga data en la órbita internacional de habla francesa, la letra de la primera propuesta del país de Eurovisión entrada en francés, un idioma que Aline habla fluidamente. La canción se titula "Quand tout s'enfuit", y como primera entrada que han comenzado su búsqueda de la victoria en la semifinal el 19 de mayo, a partir de los cuales sólo diez entradas progreso para unirse a la precalificados en los grandes países final el 21 de mayo. Lo tardío de la decisión de retirarse fue tomada después de que el Líbano los organismos de radiodifusión de concesión de la Unión Europea de Radiodifusión que no podían garantizar que se respeten la equidad del caso mediante la transmisión sin interrupción selectiva, una referencia implícita a la exigencia de la detección de la actuación de Shiri Maymon, la representante de Israel.
| Predecesor: "Ninguna" | Líbano en el Festival de Eurovisión 2005 (retirado) | Sucesor: "Ninguna" |